# Ceiber Ávila
Ceiber Ávila (ur. 26 maja 1989 r.) – kolumbijski bokser amatorski kategorii muszej.

## Kariera amatorska
W 2008 r. Ávila został mistrzem Kolumbii w kategorii słomkowej. Podczas 18 mistrzostw Kolumbii w boksie Kolumbijczyk pokonał w ćwierćfinale Jose Rodrigueza, w półfinale pokonał na punkty (27:22) Gabriela Mendozę. W walce o złoty medal Ávila pokonał wicemistrza Kolumbii z roku 2007. Anvara Salasa.
W czerwcu 2009 r. Ávila wygrał kubański turniej im. Roberto Balado w kategorii papierowej, pokonując w finale Kubańczyka Lazaro Serqueffa. Kolumbijczyk zwyciężył przez RSC w pierwszej rundzie. 22 lipca był uczestnikiem 8. mistrzostw panamerykańskich. W ćwierćfinale Kolumbijczyk pokonał na punkty (19:12) reprezentanta Nikaragui Felixa Alvarado. W walce o finał poniósł porażkę, przegrywając na punkty (12:25) z Brazylijczykiem Paulo Carvalho. Ávila dzięki awansie do półfinału zdobył brązowy medal. W listopadzie Ávila był uczestnikiem igrzysk boliwaryjskich, które rozgrywane były w Sucre. W walce o półfinał pokonał minimalnie, jednym punktem Panamczyka Gilberto Pedrozę. W finałowej walce o złoty medal rywalem reprezentanta Kolumbii był Wenezuelczyk Eduard Bermúdez. Ávila zwyciężył już w pierwszej rundzie, zdobywając złoty medal.
W dniach 4 i 5 marca Ávila reprezentował Kolumbię podczas meczu pomiędzy drużynami Kuby i Kolumbii. W kategorii muszej Kolumbijczyk przegrał pierwszą walkę na punkty (4:11) z zawodnikiem gospodarzy Danielem Matellonem. Również 5 marca przegrał swój pojedynek na punkty (7:15), walcząc z Andrym Laffitą. 22 marca Ávila zdobył złoty medal w kategorii muszej na igrzyskach Ameryki południowej. W półfinale pokonał na punkty (19:2) Peruwiańczyka Luisa Caicho, a w finale również na punkty (13:6) Brazylijczyka Julião Neto. W maju był uczestnikiem olimpiady kubańskiej, gdzie odpadł już w ćwierćfinale, przegrywając z zawodnikiem gospodarzy Yormanem Rodríguezem. W lipcu Ávila był uczestnikiem igrzysk Ameryki środkowej i Karaibów. W kategorii muszej Kolumbijczyk rywalizację rozpoczął od punktowego zwycięstwa (14:11) nad Marvinem Solano. W ćwierćfinale pokonał jednym punktem (8:7) Gwatemalczyka Eddy'ego Velenzuelę, a w półfinale pokonał po dogrywce (+4:4) Meksykanina Braulio Ávilę. W walce o złoty medal Kolumbijczyk przegrał na punkty (5:19) z reprezentantem gospodarzy Jonathanem Gonzálezem.
2011 rok Ávila rozpoczął od udziału w 29. edycji wenezuelskiego turnieju Independence Cup. W ćwierćfinale pokonał na punkty (15:14) Dominikańczyka Juana Medinę, awansując do półfinału. W półfinale jego rywalem był Portorykańczyk Waldemar Pagan, którego Ávila pokonał na punkty (21:14). Kolumbijczyk przegrał finałową walkę (0:5) z Gerardo Valdezem. W marcu Ávila uczestniczył w kwalifikacjach na igrzyska panamerykańskie. W turnieju kwalifikacyjnym, który odbył się w Wenezueli Ávila doszedł do półfinału, gdzie pokonał go Juan Gabriel Medina. Ten rezultat dał mu prawo do rywalizacji na igrzyskach panamerykańskich. W czerwcu Kolumbijczyk wziął udział w 21. edycji turnieju Batalla de Carabobo, który rozgrywany był w Valencii. W ćwierćfinale pokonał Kubańczyka Robeisy'ego Ramíreza, wygrywając 3:2. W finale kategorii muszej Kolumbijczyk pokonał Jesúsa Martínez, wygrywając turniej. W lipcu Kolumbijczyk brał udział w 4. igrzyskach ALBA, które odbywały się w Barquisimeto. Przegrał jednak już w ćwierćfinale (0:5) ze swoim byłym rywalem Robeisym Ramírezem. 26 września Kolumbijczyk reprezentował Kolumbię w kategorii papierowej na mistrzostwach świata w Baku. W 1/16 finału pokonał na punkty (14:13) Argentyńczyka Juniora Zarate. Rywalizację zakończył w następnej rundzie, ulegając minimalnie, jednym punktem reprezentantowi Mongolii Pürewdordżijnowi Serdambie. W październiku dzięki wywalczonym kwalifikacjom w marcu Ávila reprezentował Kolumbię w kategorii papierowej podczas igrzysk panamerykańskich. Udział w turnieju zakończył na pojedynku ćwierćfinałowym, w którym przegrał z reprezentantem gospodarzy Joselito Velázquezem.
Rok 2012 Kolumbijczyk rozpoczął od marcowego zwycięstwa w peruwiańskim turnieju Batalla de San Juan. W finale pokonał reprezentanta Ekwadoru Giovanniego Camacho. W maju Ávila brał udział w kwalifikacjach na igrzyska olimpijskie w Londynie. Po pokonaniu w 1/8 finału Juniora Zarate, Kolumbijczyk przegrał walkę ćwierćfinałową z Carlosem Quipo, który zwyciężył na punkty (15:24). Po zakończonych niepowodzeniem kwalifikacjach Kolumbijczyk w październiku wziął udział w szóstej edycji turnieju o puchar pacyfiku. Ávila zwyciężył w kategorii muszej, pokonując w finale rodaka Gilmara Gonzáleza. W listopadzie Ávila został mistrzem Kolumbii w kategorii muszej, pokonując w finale Johana Vargasa.
4 czerwca Ávila wziął udział w kubańskim memoriale im. Giraldo Cardina. W 1/8 finału Kolumbijczyk pewnie pokonał reprezentanta Algierii Fahema Hammachiego. W ćwierćfinale pokonał go niejednogłośnie Kubańczyk Jorge Cordero, który odpadł w następnym pojedynku. 11 czerwca Kolumbijczyk wziął udział w kubańskim turnieju im. Roberto Balado, który wygrał w 2009 r. Ávila poległ w ćwierćfinale, przegrywając (1:2) z Jorge Cardero. Pod koniec sierpnia Ávila uczestniczył w 10. edycji mistrzostw panamerykańskich, które odbywały się w Santiago. Kolumbijczyk odpadł w ćwierćfinale, gdzie pokonał go zdobywca złotego medalu, Meksykanin Orlando Huitzil. Ávila zakończył rok zdobyciem drugiego w karierze złota na igrzyskach boliwaryjskich. W ćwierćfinale tych zawodów pokonał (3:0) zawodnika gospodarzy Gersona Cocę, w półfinale również takim samym rezultatem pokonał swojego byłego rywala Gerardo Valdeza. Finałowym rywalem Kolumbijczyka był jego były rywal Eduard Bermúdez. Walka zakończyła się porażką Wenezuelczyka (0:3).
W marcu 2014 r. Ávila reprezentował Kolumbię na igrzyskach Ameryki Południowej, boksując w kategorii muszej. Kolumbijczyk zdobył brązowy medal, przegrywając w półfinale z Brazylijczykiem Julião Neto. Cztery lata temu podczas tych samych zawodów, to Kolumbijczyk zwyciężył w finałowym pojedynku. 4 maja Kolumbijczyk brał udział w pierwszych kwalifikacjach na igrzyska Ameryki Środkowej i Karaibów. Ávila zajął drugie miejsce w kwalifikacjach, walcząc w kategorii muszej. W finale pokonał go Portorykańczyk Jeyvier Cintrón. 16 lipca Ávila zajął drugie miejsce podczas panamerykańskiego festiwalu sportu, który odbywał się w Meksyku. W finale kategorii muszej Kolumbijczyk przegrał z reprezentantem gospodarzy Eliasem Emigdio. 21 listopada, dzięki drugiemu miejscu w kwalifikacjach, które odbyły się w maju Ávila był uczestnikiem igrzysk Ameryki środkowej i Karaibów. W ćwierćfinale Kolumbijczyk pokonał reprezentanta gospodarzy, Meksykanina Alama de la Luzę, w półfinale zrewanżował się Jeyvierowi Cintrónowi za porażkę w finale kwalifikacji, pokonując go na punkty (2:1). W finale pokonał go (0:3) Kubańczyk Yosvany Veitía.